# 代天府北行宮

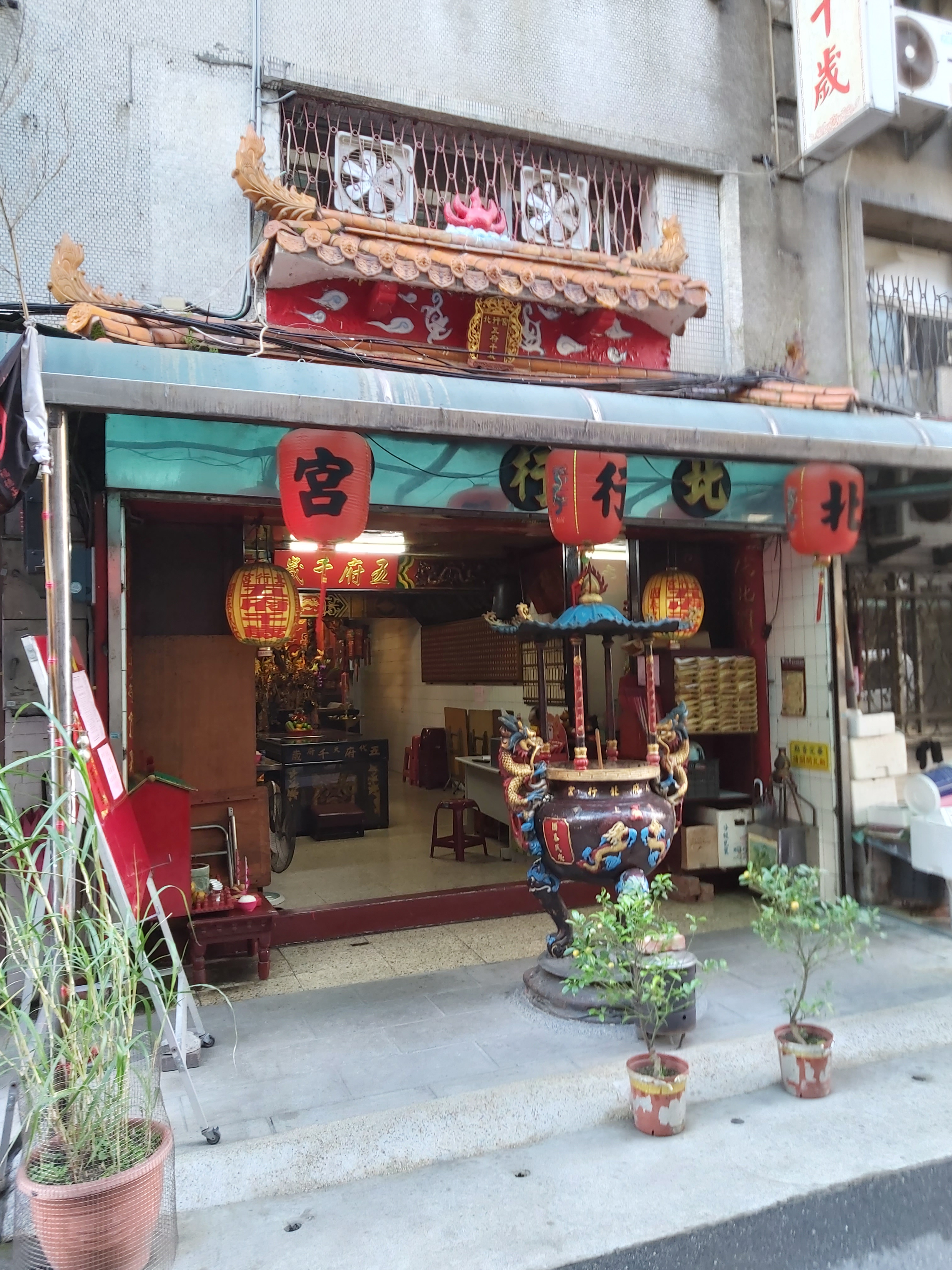
代天府北行宮廟門

代天府北行宮位於台灣臺北市萬華區和平西路三段302巷3弄19號，為主祀五府千歲之道教廟宇。該建物興建於1961年，為透天4層樓仿古廟宇建築。該廟宇的組織型態為管理人制，祭典日期為每年農曆四月廿六。

## 神祇
代天府北行宮1樓主祀鎮殿五府千歲（李、池、吳、朱、范等五府）、虎爺、配祀中壇元帥、三山國王、福德正神；2樓供奉開基之五府千歲金身，3樓祀奉觀世音菩薩、韋馱、伽藍兩位護法以及觀音座下善財龍女，與太歲星君、註生娘娘、關聖帝君。

## 沿革
相傳於百餘年前，臺灣嘉南地區發生嚴重水患，致使麻豆代天府供奉之五府其一的朱府千歲神像被洪水沖刷入海，神尊隨海漂流至基隆仙洞巖外海被漁民撈獲，時眾人尚不知曉該尊神像之具體來歷，直至仙洞巖某年舉辦的一次廟會中，由名喚游阿華之鸞生架乩言曰：『吾是五王排行第四，朱府王爺，吾要渡世救苦。』於此，朱府千歲神尊於臺北市昆明街處初設鸞堂名曰「北行宮」辦理救世問事，其後幾經輾轉，曾經奉址於基隆游氏私人神壇，終於1960年代落腳現址。

## 組織型態
北行宮是一座登記為以公益為目的非以營利為目的之財團法人廟宇，而非私人經營之神壇，宮廟財產登記為主神五府千歲所有，而由神明遴選之信眾組成管理委員會共同操持宮廟事宜，監督管理北行宮之運作，所有委員均為無給職的義工性質。

## 外部連結
1. ↑  .   [2023-01-21]. （原始内容存档于2023-01-21）.
2. ↑  .   [2023-01-21]. （原始内容存档于2023-01-21）.